# Blatticola monondros
Blatticola monondros är en rundmaskart som beskrevs av Sandra Zervos 1983. Blatticola monondros ingår i släktet Blatticola och familjen Thelastomatidae. Inga underarter finns listade i Catalogue of Life.